# 9117 Aude
9117 Aude è un asteroide della fascia principale. Scoperto nel 1997, presenta un'orbita caratterizzata da un semiasse maggiore pari a 2,4213749 UA e da un'eccentricità di 0,1662521, inclinata di 10,19814° rispetto all'eclittica.
L'asteroide è dedicato all'Association des Utilisateurs de Detecteurs Electroniques, fondata da Christian Buil e Alain Maury per aiutare gli astrofili nell'uso di sistemi elettronici.